# Vidrio reforzado
Plantilla:Sist:referencias

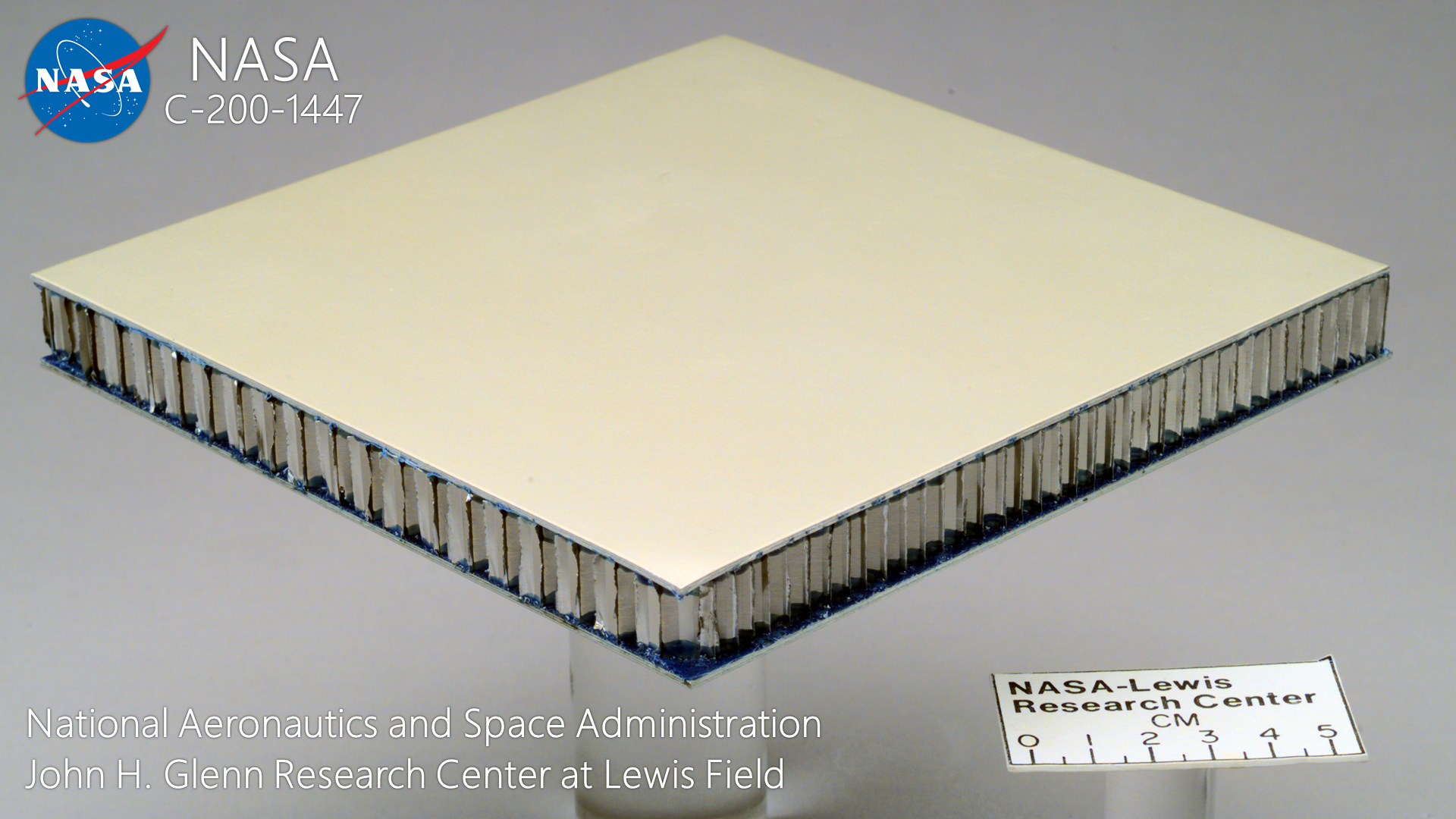
Aluminio GLARE

El GLARE o vidrio reforzado (acrónimo del inglés de GLAss-REinforced) es un material del tipo FML (Fibre metal laminate, Laminado de fibra de metal) que consiste en la unión de varias capas muy finas de metal (usualmente aluminio) intercaladas con varias capas de fibra de vidrio pre-impregnadas de resina epoxi. Estas capas son alineadas en diferentes direcciones con el fin de entorpecer la propagación de fracturas cuando el material es sometido a esfuerzos.
El GLARE es considerado erróneamente un material compuesto, su fabricación como sus propiedades y diseño estructural guardan poca relación con estructuras compuestas, las capas de metal y fibra de vidrio son repartidas utilizando principalmente técnicas convencionales de materiales metálicos, por lo que el GLARE pertenece a la clase de mezclas heterogéneas
Las principales ventajas del aluminio GLARE con respecto a su par monolítico son:
- Mayor tolerancia a daños, con crecimiento más lento de grietas por fatiga del metal
- Mayor resistencia a la corrosión
- Mayor resistencia al fuego
- Menor peso específico

Otra importante ventaja del vidrio reforzado es la posibilidad de adaptar el material a diferentes requerimientos por medio de cambios en el diseño y la fabricación, ya sea en el número, tipo o alineación de las capas, otorgando así propiedades mecánicas específicas.

## Historia

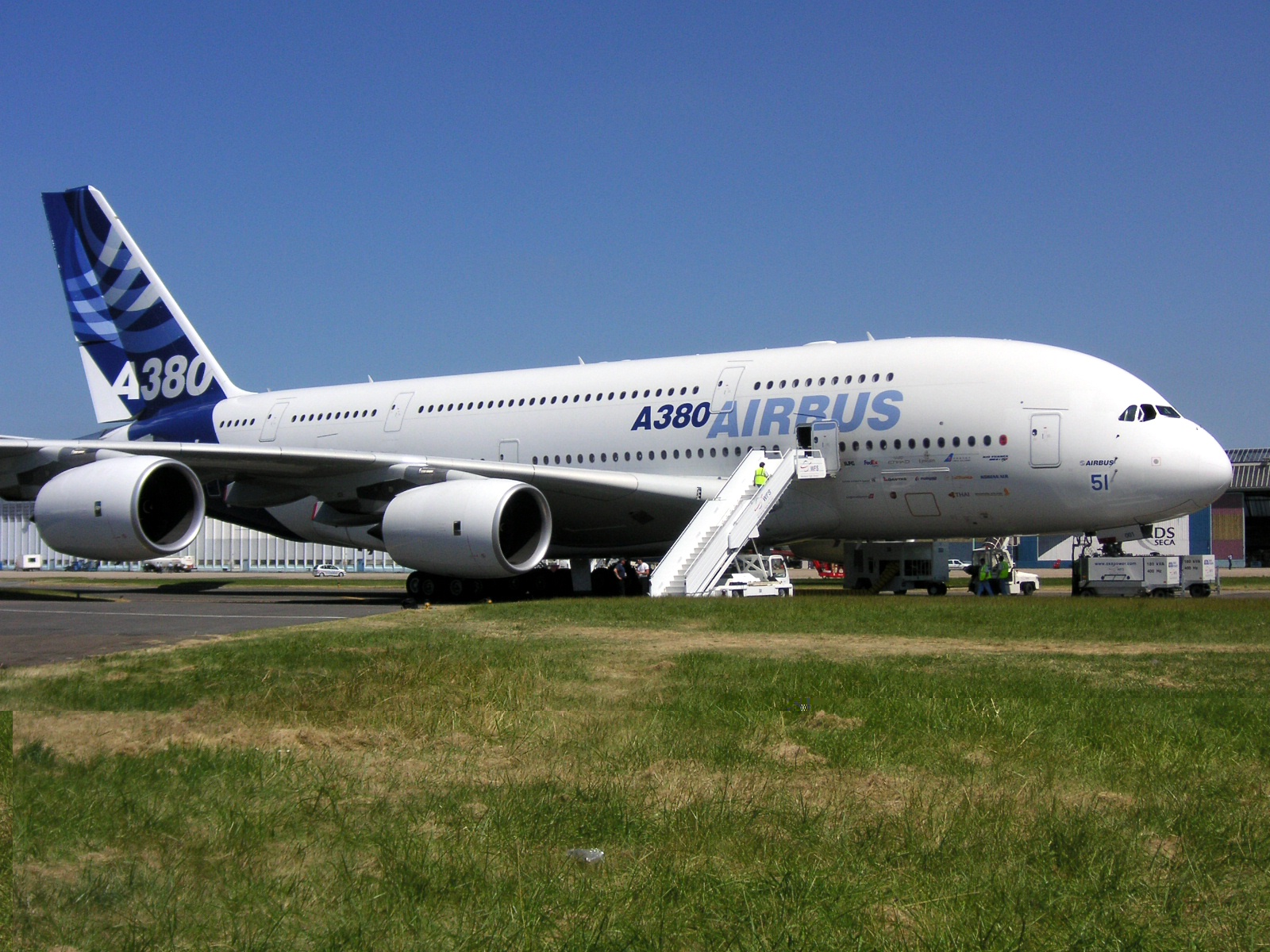
Airbus A380.

El desarrollo del GLARE y de los materiales Laminados de fibra de metal o FML comenzaron en 1945 por el fabricante de aviones holandés Fokker[cita requerida] luego que la compañía de aviones británica De Havilland notaran las mejoras en las propiedades del aluminio laminado frente al aluminio monolítico.[cita requerida] No fue hasta 1970 donde investigadores de la Universidad tecnológica de Delft realizarían los mayores avances en este tipo de material con el desarrollo del ARALL, pero debido a algunas limitaciones estructurales del ARALL para el uso aeronáutico, estas investigaciones continuaron hasta 1980 en conjunto con la compañía multinacional AkzoNobel, finalmente las investigaciones concluyeron con el desarrollo del GLARE patentado por dicha compañía en 1987, citando como inventores a Roebroeks y Vogelesang, dos antiguos profesores de la facultad de ingeniería aeroespacial de la Universidad de Delft
Más tarde, la NASA mostraría interés en el fortalecimiento de las piezas de metal con materiales compuestos, como parte del programa del transbordador espacial, naciendo así el concepto de los materiales laminados de fibra de metal.
Actualmente el GLARE es considerado uno de los mejores materiales FML, el cual además recientemente recibió un certificado por parte de la Administración Federal de Aviación (FAA) y la Agencia Europea de Seguridad Aérea (EASA) para ser utilizado en aeronaves civiles como en el avión comercial Airbus A380.